# Angerona alpina
Angerona alpina là một loài bướm đêm trong họ Geometridae.